# 任明道
任明道（？—1644年），陝西延安府綏德州清澗縣人，明朝政治人物。

## 生平
萬曆二十八年（1600年）庚子科陝西鄉試舉人，崇禎元年（1628年）戊辰科進士。授萊陽縣知縣，調直隸遷安縣、保定府新城縣知縣。